# Miss Pomodoro
Miss Pomodoro (Budapest, 13 gennaio 1970) è un'ex attrice pornografica ungherese lanciata da Riccardo Schicchi e nota in Italia soprattutto per aver fatto parte dell'agenzia Diva Futura nella prima metà degli anni '90. In alcuni film è accreditata come Sandra, Mis Pomodoro o Miss Pomadora.

## Biografia
Nata in Ungheria, Miss Pomodoro ha lavorato per alcuni servizi fotografici in Italia per la rivista Playmen. Presentata a Riccardo Schicchi da Magica, una connazionale che lavorava già per lui, è entrata quindi anche nell'agenzia Diva Futura.
Per Miss Pomodoro, Schicchi ha creato l'immagine di una ragazza un po' stravagante, con un look sbarazzino caratterizzato dalla presenza di elastici con i pomodorini ciliegia tra i capelli. Oltre agli spettacoli dal vivo, ha partecipato a numerosi film pornografici accanto a Cicciolina, Moana Pozzi e, soprattutto, Baby Pozzi, con la quale ha formato un vero e proprio sodalizio artistico. La sua pellicola più fortunata è stata Cicciolina e Moana "Mondiali", del 1990. Le sue performance erano la specialità anale e la doppia penetrazione.
Per alcuni dissapori con Riccardo Schicchi, colleghe e produttori, ha abbandonato l'agenzia, passando a recitare in alcuni film hardcore tedeschi per la casa di produzione Verlag Teresa Orlowski dell'omonima attrice porno polacca, per poi sbarcare negli USA. Qui ha lavorato per alcune compagnie tra le più importanti del cinema hard d'oltreoceano, In Tropics Video, Zan Production e Carabello. Dopo qualche anno ha preso la decisione di abbandonare del tutto l'ambiente, ritirandosi a vita privata.

## Filmografia parziale
- Cicciolina e Moana "Mondiali", regia di Mario Bianchi (come Jim Reynolds) (1990)
- L'ultimo tango anale, regia di Mario Bianchi (come Nicholas Moore) (1990)
- Le donne di Mandingo, regia di Mario Bianchi (come Jim Reynolds) (1990)
- Giochi bestiali in famiglia, regia di Mario Bianchi (in alcune edizioni con lo pseudonimo di David Bird o Martin White) (1990)
- Sorelle superbagnate, regia di Mario Bianchi (come David Bird) (1990)
- Viaggio nel tempo, regia di Mario Salieri (1991)
- Passioni, regia di Mario Salieri (1991)
- Sinfonia di una vergine, regia di Lorenzo Onorati (come Lawrence Webber) (1991)
- Una donna chiamata Cavallo, regia di Mario Bianchi (come Jim Reynolds) (1991)
- Malibu Spice, regia di Alex de Renzy (1991)
- Baby la figlia libidinosa, regia di Mario Bianchi (come David Bird) (1991)
- Carcere amori bestiali, regia di Riccardo Schicchi (1991)
- Le perversioni degli angeli, regia di Riccardo Schicchi (1991)
- Le malizie della marchesa (1991)
- Troie si nasce puttane si diventa, regia di Jeremy Cindy (1991)
- Tutti i frutti, regia di Mario Bianchi (come Jim Reynolds) (1992) (film noto anche con il titolo alternativo "Corpo Grosso"[2])